# Вулсли (ЮАР)
Вулсли (африк. и англ. Wolseley) —город на юго-западе Южно-Африканской Республики, на территории Западно-Капской провинции. Входит в состав района Кейп-Вайнлендс. Является частью местного муниципалитета Виценберх. Состоит из трёх частей: собственно Вулсли, Пайн-Вэлли и Монтаны.

## История
Поселение, из которого позднее вырос город, было основано в 1875 году на землях фермы Гудгевонден (Goedgevonden). В 1955 году Вулсли получил статус муниципалитета. Название города связано с именем Гарнета Вулзли (1833—1913), командующего британскими силами в англо-зулусской войне.

## Географическое положение
Город расположен в западной части провинции, в долине реки Бриде (Брие), на расстоянии приблизительно 51 километра (по прямой) к северо-востоку от Кейптауна, административного центра провинции. Абсолютная высота — 267 метров над уровнем моря.

## Климат
Климат города субтропический средиземноморский. Среднегодовое количество осадков — 575 мм. Наибольшее количество осадков выпадает в период с апреля по октябрь. Средний максимум температуры воздуха варьируется от 16,7 °C (в июле), до 29,7 °C (в феврале). Самым холодным месяцем в году является июль. Средняя минимальная ночная температура для этого месяца составляет 4,7 °C.

## Население
По данным официальной переписи 2001 года, население составляло 8188 человек, из которых мужчины составляли 50 %, женщины — соответственно также 50 %. В расовом отношении цветные составляли 75,16 % от населения города, негры — 12,86 %, белые — 11,94 %, азиаты (в том числе индийцы) — 0,04 %. Наиболее распространёнными среди горожан языками были: африкаанс (90,02 %), коса (8,37 %), английский (0,77 %) и сесото (0,44 %).

Согласно данным, полученным в ходе проведения официальной переписи 2011 года, совокупное население Вулсли, Пайн-Вэлли и Монтаны составляло 12 130 человек, из которых мужчины составляли 48,81 %, женщины — соответственно 51,19 %. В расовом отношении цветные составляли 73,86 % от населения города, негры — 15,96 %; белые — 8,02 %; азиаты (в том числе индийцы) — 0,34 %, представители других рас — 1,82 %. Наиболее распространёнными среди жителей города языками являлись: африкаанс (82,67 %), коса (8,8 %), сесото (3,27 %), английский (1,53 %) и тсвана (0,38 %).